# Letis janthinea
Letis janthinea är en fjärilsart som beskrevs av Paul Dognin 1914. Letis janthinea ingår i släktet Letis och familjen nattflyn. Inga underarter finns listade i Catalogue of Life.